# Glyphopsyche
Glyphopsyche är ett släkte av nattsländor. Glyphopsyche ingår i familjen husmasknattsländor.
Kladogram enligt Catalogue of Life:
| Glyphopsyche | \| \| Glyphopsyche irrorata \| \| \| \| \| \| Glyphopsyche missouri \| \| \| \| \| \| Glyphopsyche sequatchie \| \| \| \| |
|              | \| \| Glyphopsyche irrorata \| \| \| \| \| \| Glyphopsyche missouri \| \| \| \| \| \| Glyphopsyche sequatchie \| \| \| \| |
|              | Glyphopsyche irrorata |
|              | |
|              | Glyphopsyche missouri |
|              | |
|              | Glyphopsyche sequatchie                                                                                                   |
|              | |